# Saj'
Le saj' ou le sadj (en arabe : السجع) désigne en langue arabe la prose rimée . Ce terme est utilisé en poésie arabe pour désigner une forme de rime qui se caractérise par la répétition du même son ou de la même syllabe à la fin des vers.  

## Forme
« Dans sa forme la plus simple, le saj se compose de groupes de cola consécutifs partageant une rime et un mètre communs. Le mètre de saj est accentuel, déterminé par le nombre de mots [...] dans chaque côlon.". »
Le sajʿ (prose rimée) est le style d'un discours en prose rimant par segments. Contrairement à la poésie, les phrases ou les segments de phrases rimant entre elles ne sont pas constituées sur la base de mètres, mais constituent des unités rythmiques de quatre à huit syllabes terminées par une clausule rimée. .

## Histoire

### Le Sadj comme énoncés magiques préislamiques
À l'origine, ce mot désignait les oracles des "kuhan" (pluriel de "kâhin"), prêtres polythéistes en Arabie et le style rythmique dans lequel ils déclamaient leurs oracles : un style scandé, rythmé, rimé, situé entre la prose et les vers oraculaires. Il était utilisé comme formule magique de malédiction ou de charme. Cet usage pourrait avoir une origine sumérienne. 
Selon I. Goldziher, le sadj est à l'origine du mètre poétique arabe radjaz. Ce point de vue est rejeté par Landberg. Il semblerait qu'à l'origine, radjaz et Sadj désignaient quelque chose de similaire avant que le premier ne se spécialise dans les énoncés de guerre et qu'il s'éloigne du monde des prêtres. Cette forme a été utilisée pour des proverbes, des aphorismes, la description de phénomènes météorologiques.
Le premier siècle de l'Islam a conservé de nombreux exemples de sadj, attribués par les traditions aux prêtres préislamiques. Ils sont, de manière générale, considérés comme "des pastiches plus ou moins réussis". Pour Blachère, "En effet, ce sont des apocryphes, mais capables d'évoquer des compositions maintenant disparues pour toujours". En 1954, Blachère considérait qu'"avant le Coran, la documentation est si réduite et d'une qualité si suspecte qu'on peut seulement inférer à l'existence d'une prose rimée et rythmée née d'une improvisation et particulièrement utilisée par des "voyants"".

### A l'époque islamique
Le Coran a légitimé cette forme littéraire. Néanmoins, avec le développement de l'islam, le sadj va connaître un déclin. Cela peut être lié aux accusations portées contre Mahomet de n'être qu'un devin mais aussi au fait que cette forme reste liée au paganisme. Plus encore, la mise en place du dogme de l'inimitabilité du Coran participera à ce déclin.
Sous le califat d'Abd al-Malik, l'arabe est établi comme langue officielle et 'Abd al-Hamld b. Yahya crée un style administratif basé sur un principe de prose rimée. C'est à partir du Xe siècle que le Sadj connaît un nouveau succès et son usage est généralisé parmi les secrétaires de l'administration.
On retrouve cette forme surtout dans les textes classiques comme les maqâma, ce qui rythmait la lecture et la rendait agréable à l'oreille. Au début de l'ère islamique il était utilisé modérément, dans les lettres et les discours, puis avec le temps il se répandit dans tous les domaines de la littérature et du savoir, jusqu'à devenir, lors de la période dite "décadente", le but quasi-essentiel de tout discours où la forme (prouesse de saj') primait sur le fond (l'idée que l'auteur voulait faire passer).[réf. nécessaire]. 

## Le Sadj et le Coran
Selon Devin J. Stewart (en), la présence de Sadj dans le Coran a été niée par les théologiens musulmans médiévaux dans le but d'éloigner le texte coranique, alors perçu comme premier miracle de Mahomet, d'une création humaine. Certains auteurs mutazilites admettaient pourtant la présence de sadj au sein du Coran. La majorité des critiques médiévaux reconnaissent dans le Coran des traits caractéristiques de cette forme mais considèrent qu'il est peu respectueux du Coran de lui appliquer le terme sadj et la majorité des exemples donnés dans les manuels coraniques sont des exemples coraniques. D'autres termes ont ainsi été utilisés dans le cadre du texte coranique ("lettres identiques" à la place de "rime"...). Avant la glose des exégètes sur le défi coranique, les contemporains de Mahomet "réfutaient toute dimension miraculeuse au Coran en le comparant à la poésie et l’inspiration prophétique à l’inspiration du poète". Dans la continuité, le sadj a été utilisé par le poète persan Ibn al-Muqaffa pour relever le défi coranique.
Des liens avec le style de certaines sourates anciennes du Coran ont pu être repérés et le Coran semble ainsi prolonger une tradition archaïque. Si certains passages coraniques sont en sadj, ce n'est pas le cas de l'ensemble du Coran dont certains passages n'en respectent pas les règles. Dans une même sourate, la rime peut rester identique ou varier. "Assez fréquemment, une formule de sens général, la clausule, donne à la fin du verset non seulement la rime, mais aussi un rythme spécifique". En outre, "le sağ‘ aide admirablement à l'utilisation liturgique qui peut être faite du Coran". Van Reeth compare l'usage de formes poétiques par le Coran à la littérature religieuse syriaque dans laquelle même les homélies sont versifiées. La poésie permettrait, à la fois, une meilleure méditation et un apprentissage facilité. 
Pour Robin, seules deux options étaient possibles à la suite de la déliquescence du paganisme en Arabie préislamique. La première était la conversion en masse à une religion existante. La seconde, celle choisie par Mahomet et, selon les traditions musulmanes, une demi-douzaine de prophètes concurrents  "est de faire évoluer les cultes anciens pour qu'ils s'adaptent à la nouvelle exigence d'un Dieu unique et à l'attente d'une vie future.". Cette évolution a permis la conservation de traits anciens, comme l'usage du sadj.
Les variations dans les rimes sont étudiées par les chercheurs,. La structure et les rimes de la sourate 38 permettent de supposer une composition par étapes, d’abord une réunion de textes anciens puis une composition selon un plan tripartite. Au-delà de ces deux grandes étapes, on peut aussi penser un rajout du verset 8, la perte d’un verset introductif... Dans un troisième temps aurait été décidée l’insertion de la légende de la chute d’Iblis (v .71-85) et celle du Dhikr comme fil conducteur par insertions et changements de versets. Les auteurs auraient inséré ces éléments nouveaux dans le cadre de la forme rhétorique de cette sourate, cachant ainsi certains ajouts. Enfin, une correction finale de composition est probable.